# Stanislao Konarski
Stanislao Konarski, in polacco: Stanisław Konarski; nome esatto Hieronim Franciszek Konarski (Żarczyce, 30 settembre 1700 – Varsavia, 3 agosto 1773), è stato un pedagogo, poeta, drammaturgo, riformatore educativo, scrittore politico, monaco dei Piari (Scolopi) polacco e il precursore principale dell'Illuminismo in Polonia.

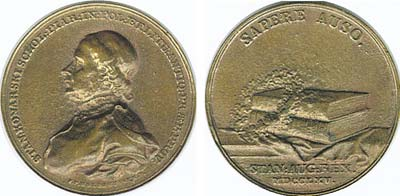
Medaglia del 1765 con il ritratto di Stanislao Konarski e l'iscrizione in latino: Sapere auso

Dal 1725 al 1727 Konarski studiò al Collegium Nazarenum a Roma, dove divenne insegnante di retorica. In seguito, per migliorare la propria educazione, intraprese dei viaggi in Francia, Germania ed Austria.
Nel 1730 ritornò in Polonia e cominciò un lavoro su un nuovo testo sulla legislazione polacca (Volumina legum).
Dal 1736 Konarski insegnò al Collegium Resoviense in Rzeszów e nel 1740 fondò il Collegium Nobilium, una scuola d'élite di Varsavia per figli della nobiltà minore ("szlachta"). In seguito, riformò l'educazione dei Piari in Polonia conformemente al suo programma educativo (Ordinationes Visitationis Apostolicae..., 1755). Le sue riforme divennero un punto importante nelle lotte del XVIII secolo per modernizzare il sistema educativo polacco.
All'inizio Konarski fu politicamente affine al re Stanislao Leszczyński; in seguito si avvicinò alla "Familia" di Czartoryski ed al re Stanislao Augusto Poniatowski, partecipando ai famosi "pranzi del giovedì".
Stanislao Augusto Poniatowski volle che fosse coniata una medaglia in onore di Konarski, con il suo ritratto e l'iscrizione in latino Sapere auso.